# Rouvrel
Rouvrel és un municipi francès situat al departament del Somme i a la regió dels Alts de França. L'any 2007 tenia 276 habitants.

## Demografia

### Població
El 2007 la població de fet de Rouvrel era de 276 persones. Hi havia 98 famílies de les quals 13 eren unipersonals (9 homes vivint sols i 4 dones vivint soles), 34 parelles sense fills, 30 parelles amb fills i 21 famílies monoparentals amb fills.
La població ha evolucionat segons el següent gràfic:
Habitants censats

### Habitatges
El 2007 hi havia 115 habitatges, 106 eren l'habitatge principal de la família, 2 eren segones residències i 7 estaven desocupats. 96 eren cases i 17 eren apartaments. Dels 106 habitatges principals, 69 estaven ocupats pels seus propietaris, 35 estaven llogats i ocupats pels llogaters i 1 estava cedit a títol gratuït; 1 tenia una cambra, 4 en tenien dues, 19 en tenien tres, 21 en tenien quatre i 60 en tenien cinc o més. 79 habitatges disposaven pel capbaix d'una plaça de pàrquing. A 46 habitatges hi havia un automòbil i a 57 n'hi havia dos o més.

### Piràmide de població
La piràmide de població per edats i sexe el 2009 era:
| Homes | Edats   | Dones |
| ----- | ------- | ----- |
| 0     | 95 o +  | 0     |
| 0     | 90 a 94 | 0     |
| 0     | 85 a 89 | 0     |
| 0     | 80 a 84 | 4     |
| 0     | 75 a 79 | 0     |
| 8     | 70 a 74 | 4     |
| 8     | 65 a 69 | 8     |
| 12    | 60 a 64 | 4     |
| 4     | 55 a 59 | 12    |
| 8     | 50 a 54 | 0     |
| 16    | 45 a 49 | 16    |
| 4     | 40 a 44 | 8     |
| 12    | 35 a 39 | 8     |
| 0     | 30 a 34 | 4     |
| 8     | 25 a 29 | 8     |
| 16    | 20 a 24 | 16    |
| 8     | 15 a 19 | 16    |
| 0     | 10 a 14 | 12    |
| 16    | 5 a 9   | 4     |
| 0     | 0 a 4   | 8     |

## Economia
El 2007 la població en edat de treballar era de 188 persones, 145 eren actives i 43 eren inactives. De les 145 persones actives 140 estaven ocupades (81 homes i 59 dones) i 5 estaven aturades (5 dones i 5 dones). De les 43 persones inactives 12 estaven jubilades, 20 estaven estudiant i 11 estaven classificades com a «altres inactius».

### Ingressos
El 2009 a Rouvrel hi havia 101 unitats fiscals que integraven 256,5 persones, la mediana anual d'ingressos fiscals per persona era de 19.464 €.

### Activitats econòmiques
Dels 4 establiments que hi havia el 2007, 2 eren d'empreses de construcció i 2 d'empreses financeres.
L'únic servei als particulars que hi havia el 2009 era una fusteria.
L'any 2000 a Rouvrel hi havia 12 explotacions agrícoles.

## Equipaments sanitaris i escolars
El 2009 hi havia una escola elemental integrada dins d'un grup escolar amb les comunes properes formant una escola dispersa.

## Poblacions més properes
El següent diagrama mostra les poblacions més properes.